# Бахтимерево-Милославское
Бахтимерево-Милославское ― заброшенная усадьба в посёлке Пески, Московская область. Располагается на берегу реки Мезенки. В усадьбе сохранились постройки начала XX века и парк с высохшими прудами. С XVI века усадьба принадлежала дворянам Норовым. В XIX веке она перешла во владение дворянам Похвисневым, затем князьям Черкасским, а после отмены крепостного права ― купцам Шереметьевым. После революции 1917 года усадьба была заброшена. В 2015 году она стала объектом культурного наследия России регионального значения.

## Описание

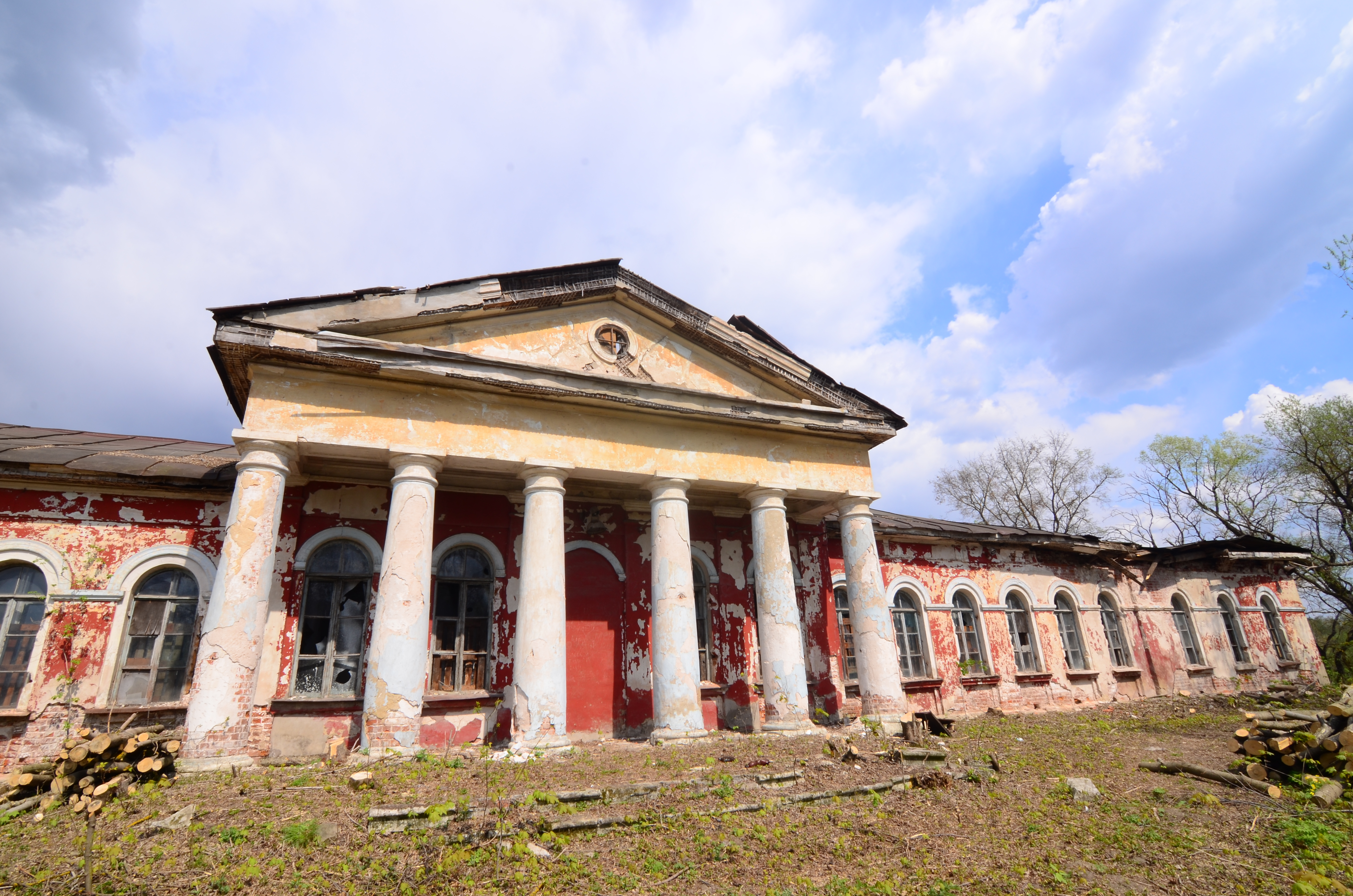
Конный двор усадьбы Бахтимерево-Милославское

Усадьба Бахтимерево-Милославское расположена около реки Мезенки недалеко от посёлка Пески в Московской области. Сохранились постройки начала XX века: водонапорная башня, деревянный двухэтажный главный дом с мезонином, покрытый штукатуркой, конный двор, выполненный в виде замкнутого каре в стиле неоклассицизма, руинированная прачечная и служебные постройки. Кроме того, в усадьбе располагаются парк из смешанных пород деревьев и кустарников с частями в регулярном и пейзажном стилях, а также ансамбль высохших прудов на берегу Мезенки.

## История
Усадьба Бахтимерево-Милославское с XVI века принадлежала дворянскому роду Норовых. Во второй половине XVIII веке в Бахтимеревом располагались усадьбы геодезиста С. Д. Норова и прапорщика Л. Г. Похвиснева. В XIX веке Бахтимерево перешло во владение Василию Любимовичу Похвисневу, сыну вахмистра Пермского карабинерного полка Любима Гордеевича Похвиснева и Анны Богдановны Норовой, предыдущей владелицы имения. У Василия Похвиснева Бахтимерево хотел купить князь Борис Михайлович Черкасский, проживавший в соседней усадьбе Черкизово, однако Похвиснев отказывался продавать имение Черкасскому из-за взаимной неприязни между помещиками. Бахтимерево удалось приобрести сыновьям Бориса Черкасского, однако в конце XIX века им пришлось продать его вместе с Черкизовым, так как после отмены в России крепостного права усадьба пришла в упадок. В 1890 году новым владельцем стал Д. А. Аньков. После него владельцами Бахтимерева стали купцы Шереметьевы (братья Акакий, Андрей и Григорий). В здании старой конюшни они разместили ткацкую фабрику по выработке бухарского тика. После революции 1917 года мебель из Бахтимерева была вывезена трудовой коммуной, а библиотека усадьбы отправлена в коммунистический клуб в деревни Елино. В 1918 году Шереметьевы покинули усадьбу Бахтимерево-Милославское. В 2015 году усадьба стала объектом культурного наследия России регионального значения.